# 彦根八景
彦根八景（ひこね はっけい）は、日本の滋賀県彦根市の市域に見られる優れた風景から「八景」の様式に則って8つを選んだ、風景評価の一つ。

## 由来
琵琶湖八景に準え、市民の公募によって1995年（平成7年）5月1日、彦根市の景観として相応しい場所が選定された。

## 八景
彦根八景における8つの風景。
1. 四季のいろどり 彦根城 （しきのいろどり ひこねじょう）
  - 彦根城は琵琶湖八景にも選定されている。関連項目：井伊氏、彦根藩。
2. 小江戸家なみ 夢京橋 （こえどいえなみ ゆめきょうばし）
3. 緑かおる 芹川けやき道 （みどりかおる せりがわけやきみち）
4. うみ風渡る 荒神山 （うみかぜわたる こうじんやま）
5. 多景島遥か 石寺浜並木 （たけしまはるか いしでらはまなみき）
6. さざ波立つ 千々の松原 （さざなみたつ ちぢのまつばら）
  - 関連項目：松原水泳場
7. 武士の夢 佐和山 （もののふのゆめ さわやま）
  - 関連項目：佐和山城、石田三成。
8. 旅しぐれ 中山道松並木 （たびしぐれ なかせんどうまつなみき）
  - 関連項目：高宮宿、鳥居本宿。

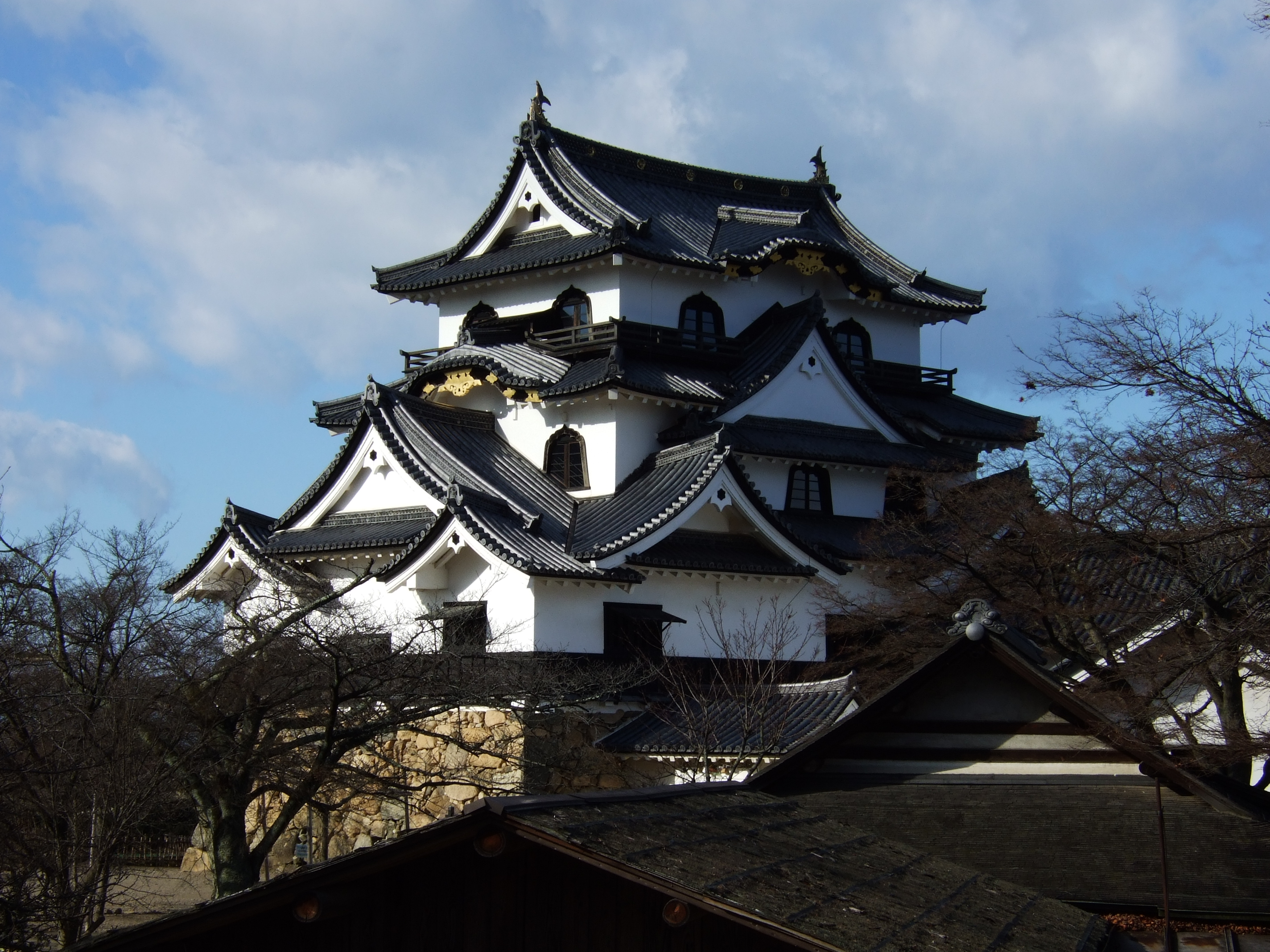
彦根城天守閣
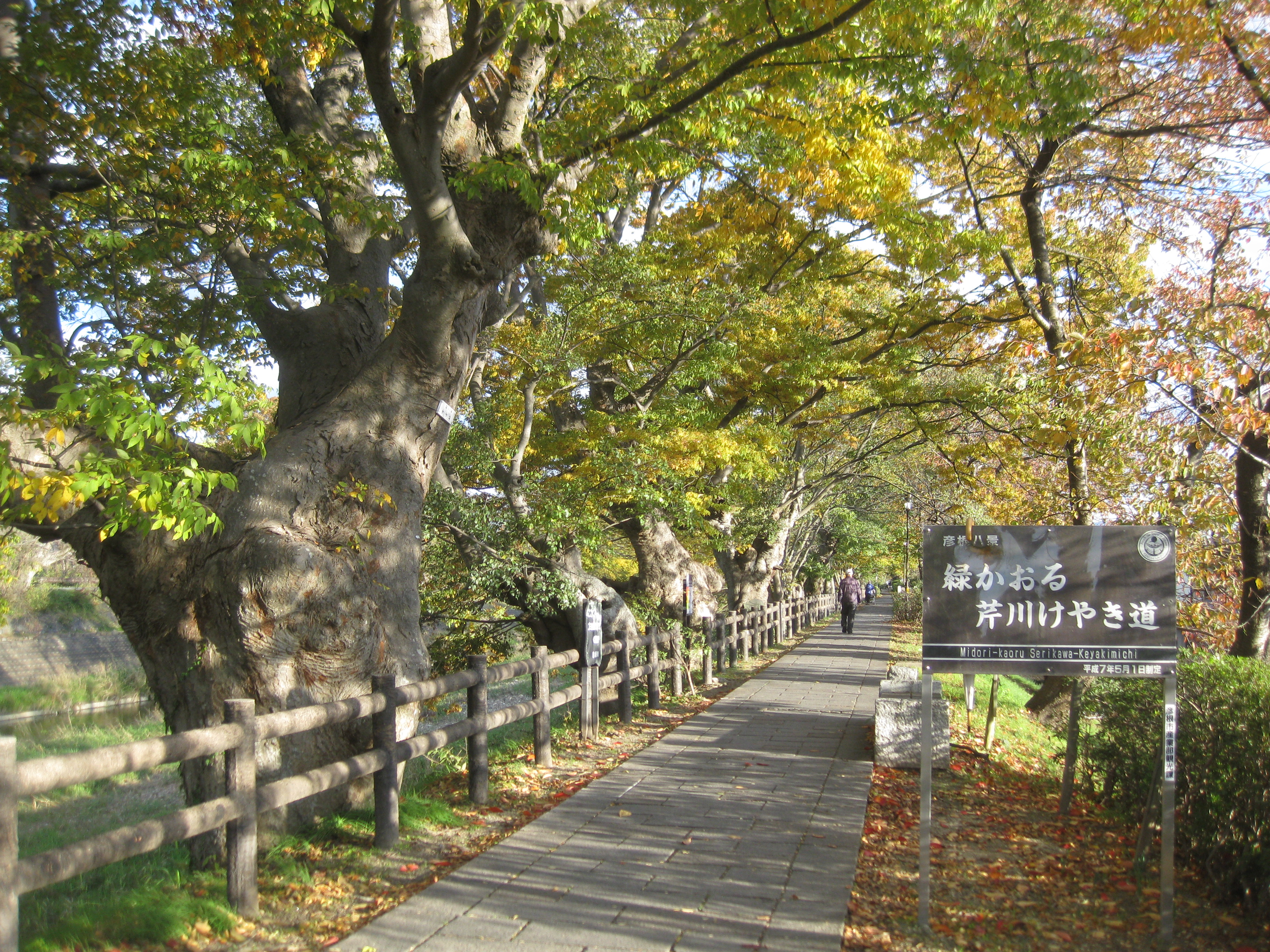
芹川
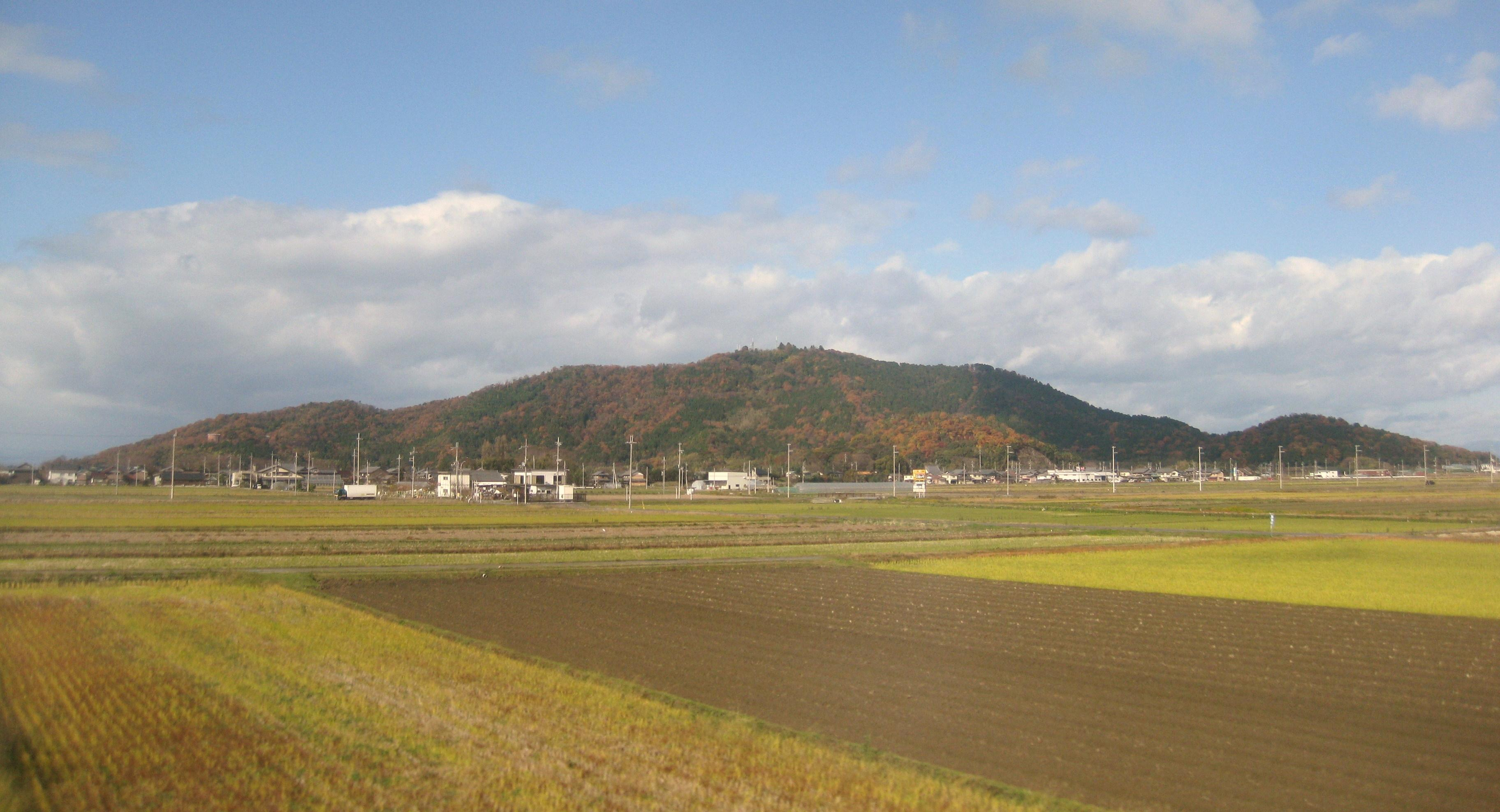
荒神山
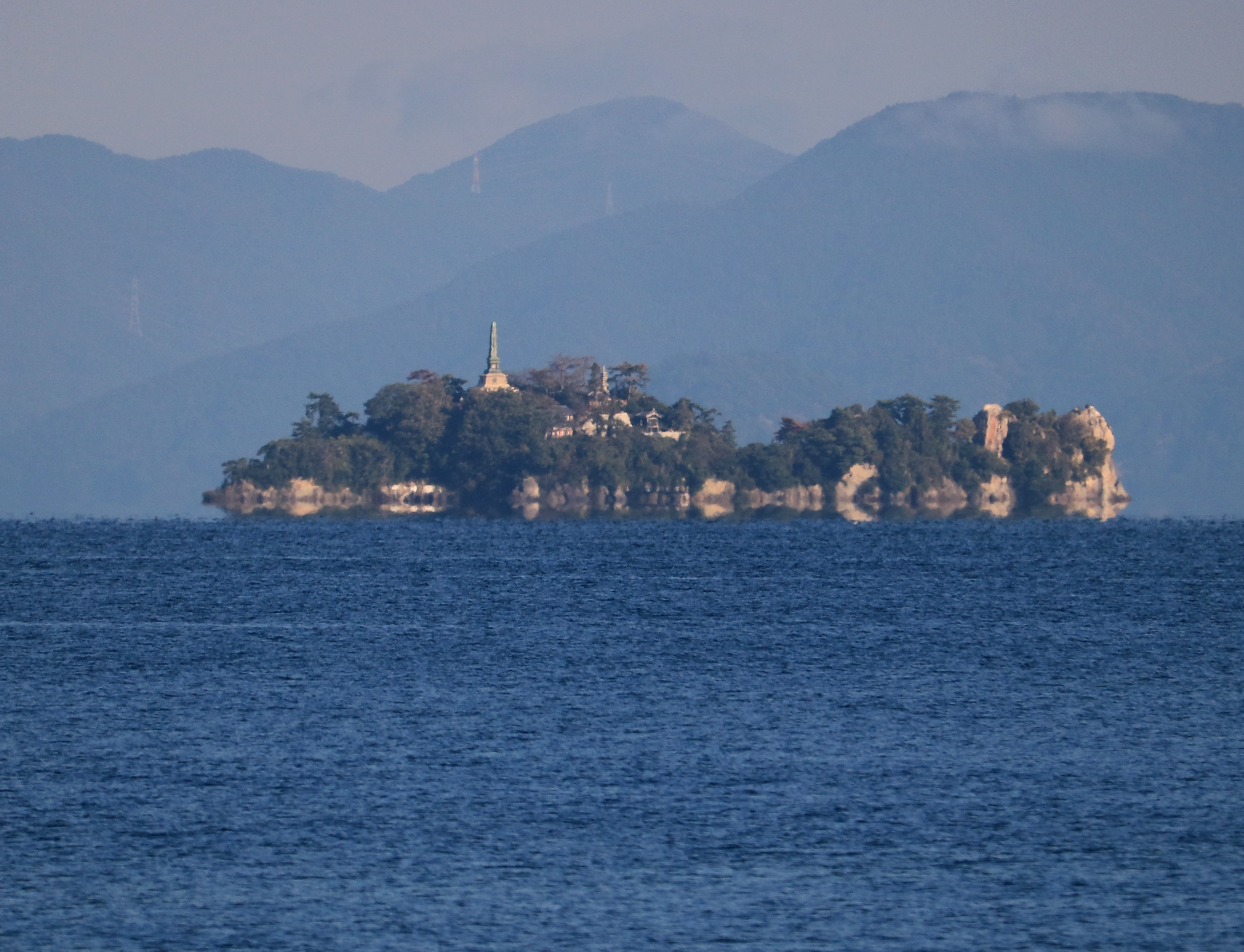
多景島
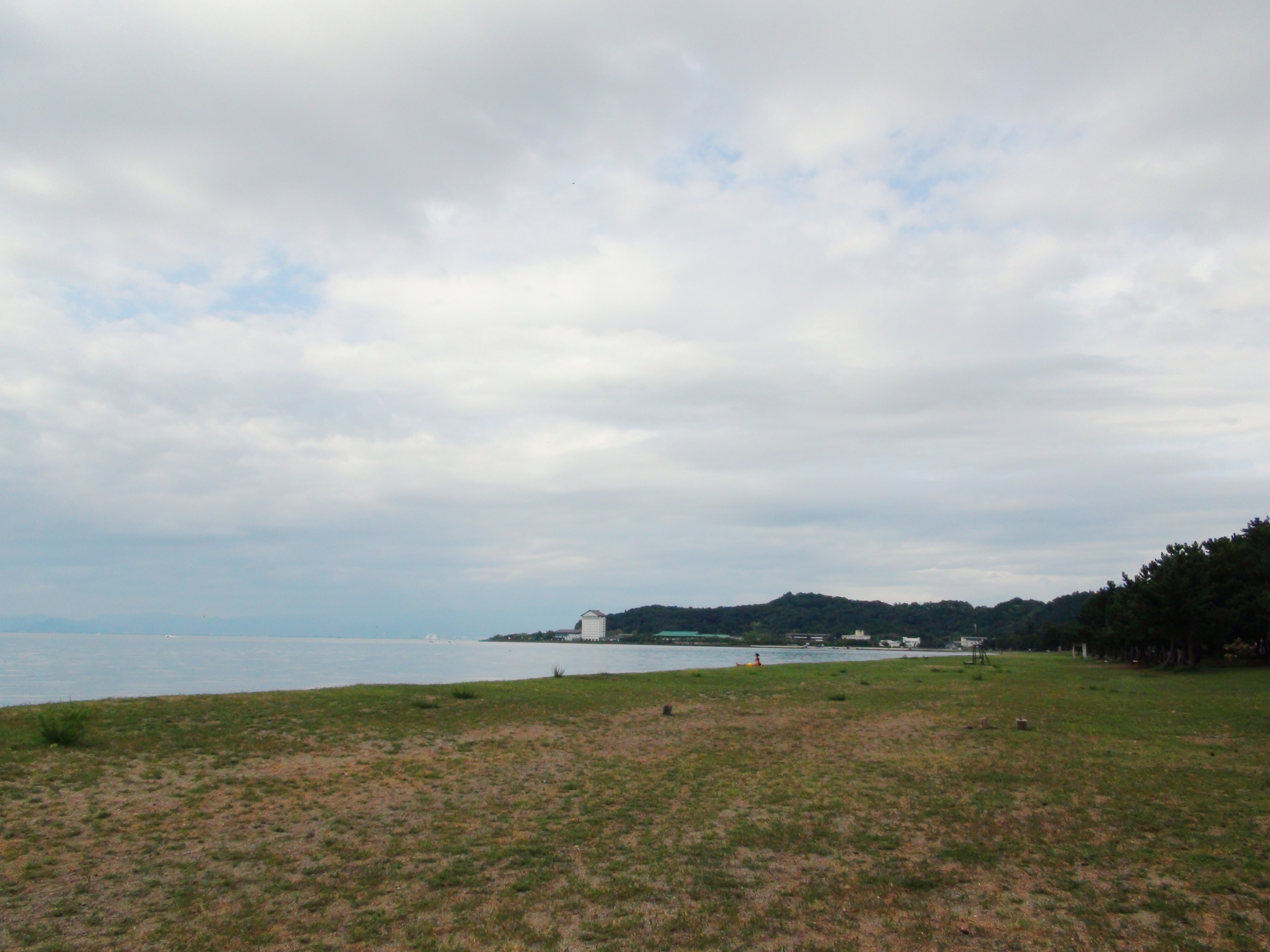
松原水泳場
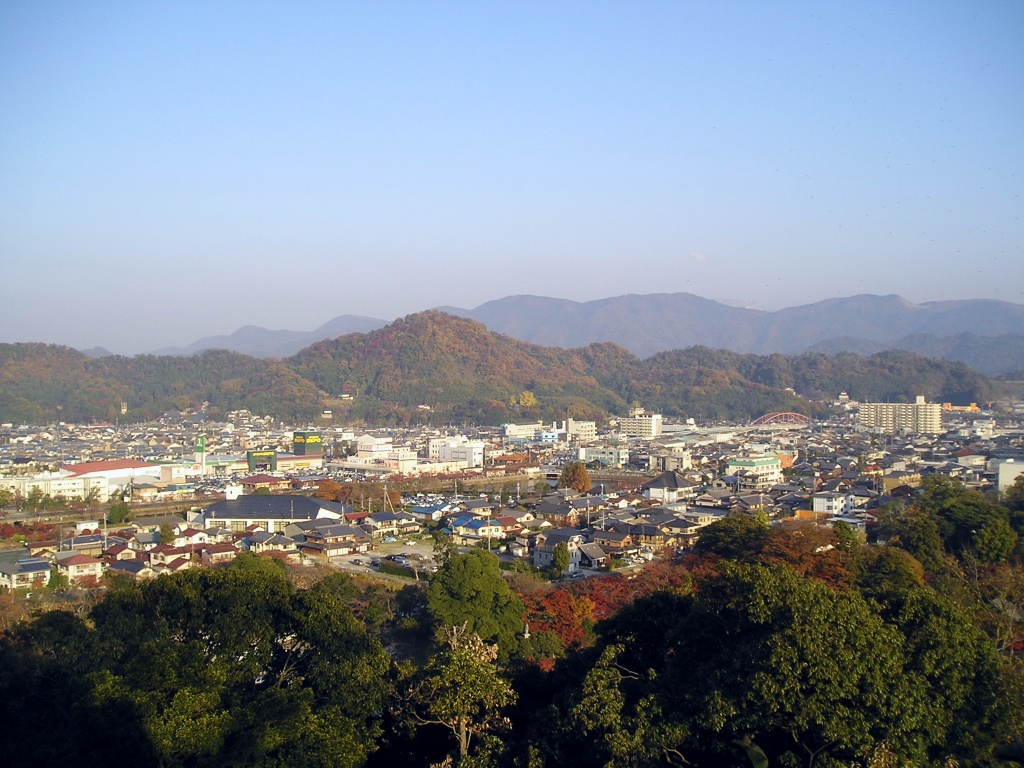
彦根城から望む佐和山
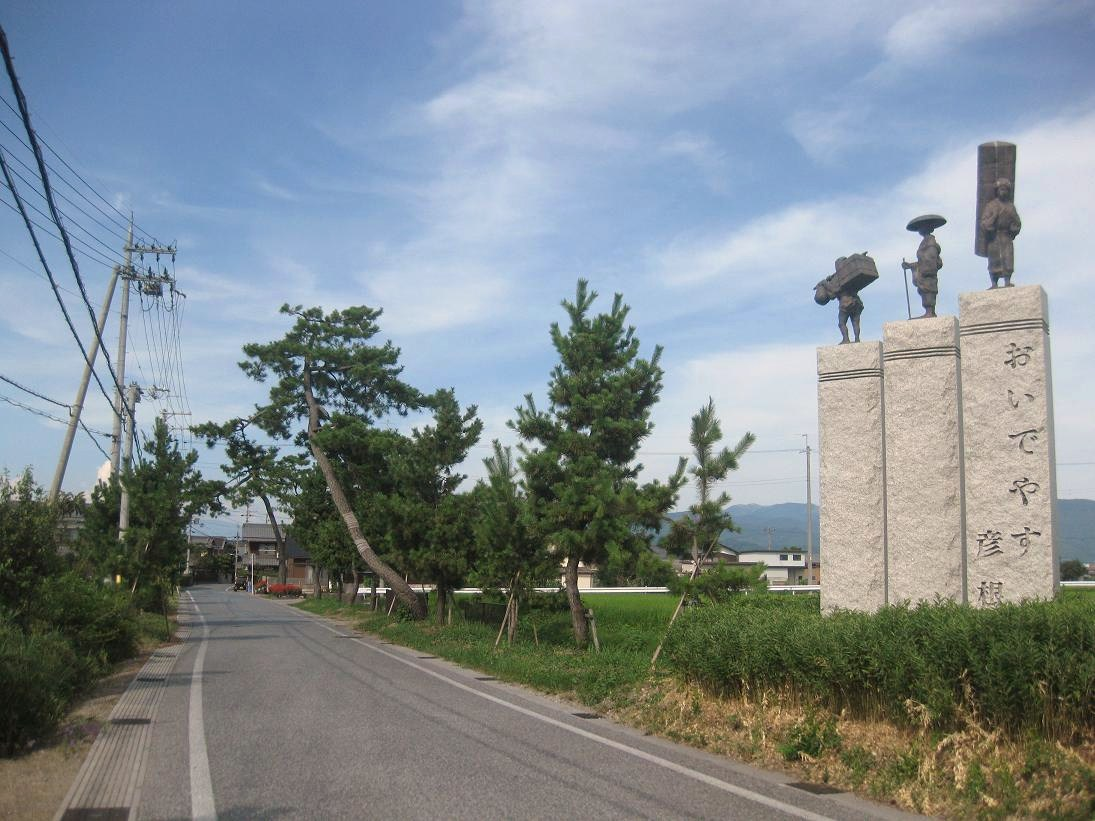
旧中山道